# Tanjung Priok (plaats)
Tanjung Priok is een plaats in het gelijknamige onderdistrict in het bestuurlijke gebied Jakarta Utara in de provincie Jakarta, Indonesië. Het stadsdeel telt 40.032 inwoners (volkstelling 2010).
Tanjung Priok was vanaf het eind van de negentiende eeuw de haven van Batavia, het huidige Jakarta.